# Común y Corriente

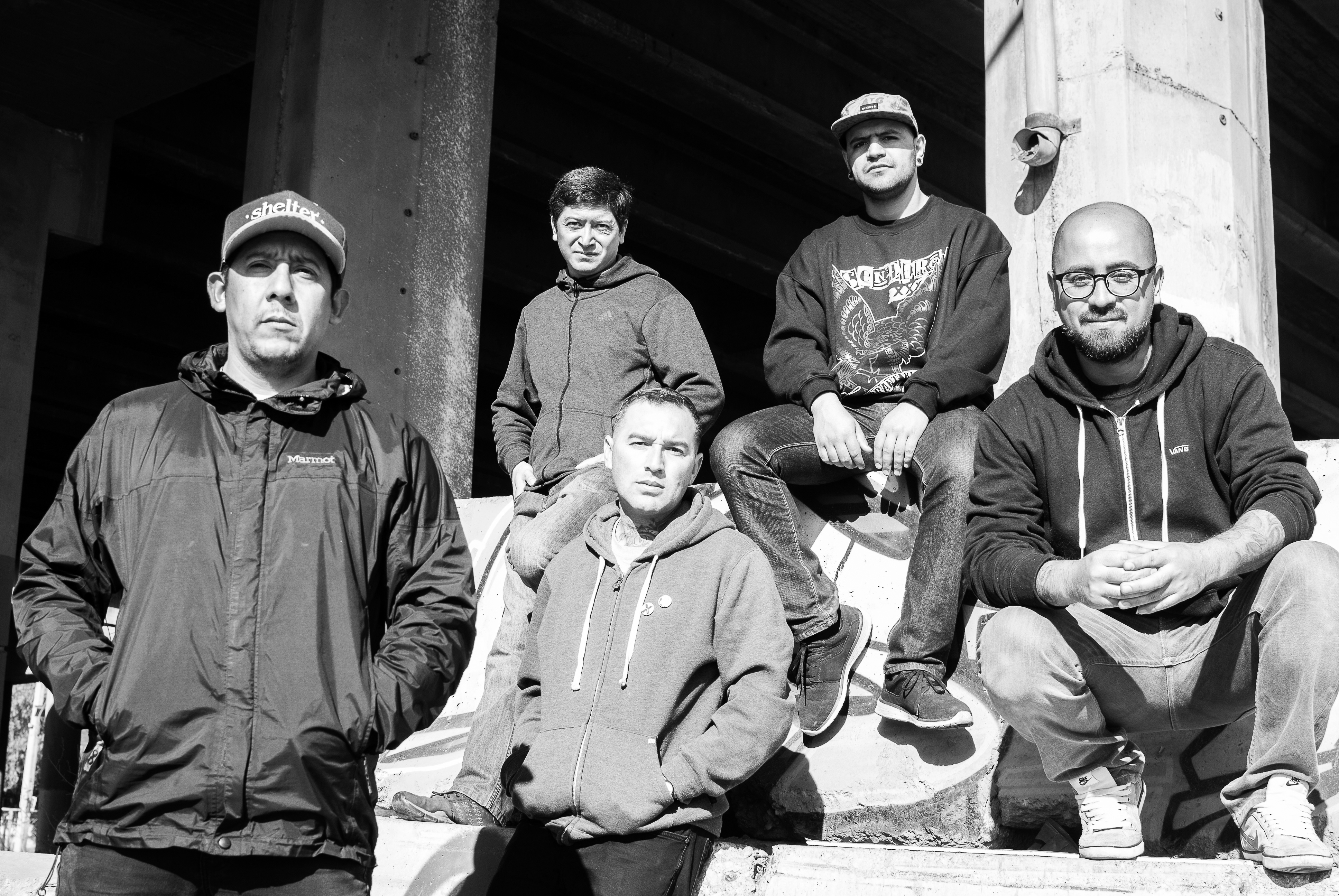
Común y Corriente en 2017. Fotografía por Camilo Lagos.

Común y Corriente es una banda chilena de hardcore punk, proveniente de las comunas de Huechuraba y Quilicura, en la ciudad de Santiago de Chile.

## Integrantes
La banda es integrada por Marcos Hinojosa: Voz, Jonatan Bettancourt: Guitarra, Claudio Hernández: Guitarra, Esteban González: Bajo, Patricio Casanova: Batería. También integraron la banda: Juan Dinamarca, Hans Sandoval y Antoine Escarpentier

## Historia

### Inicios
Es una banda de hardcore punk de la comuna de Huechuraba, en la ciudad de Santiago de Chile. Formada en 1996 como cuarteto por Patricio, Hans, Esteban y Jonatan. Su primer show lo realizaron en octubre de 1997 en el contexto del aniversario del liceo Ignacio Domeyko. 
A pesar de haber grabado demos anteriores, el grabado entre los tramos enero/febrero 2001 y febrero de 2002 y editado en marzo de 2002 fue reconocido como disco debut (Demo 2002).

## Discografía

### Demos 2002
Se comenzó a grabar un año antes de su edición (verano de 2001), en la casa del ingeniero en sonido Richard Vicencio. El disco fue editado por C.A. Records en formato CD en marzo de 2002, con un tiraje de 1000 copias. Las imágenes del disco estuvieron a cargo de Daniela Cabrera (carátula) y Andrés Aravena (contratapa).

### En vivo
Grabado en forma directa por las Escuelas de Rock en formado MCD, digitalizado por el colectivo Hiphologia. La edición del álbum fue realizada por Aparte discos de la ciudad de Arica. El arte completo de la carátula estuvo a cargo de Daniela Cabrera.
Este concierto se realizó el 9 de noviembre de 2003, en la ex plaza Luxemburgo de la comuna de Recoleta, población Ángela Davis, enmarcado en el show Primavera Rock, en el cual también participaron las bandas Sinergia, Weichafe, Faltan Moneys, Soweto, Sociedad Anónima, Mente Rebelde y No Hay Caso.

### Nuestra verdad
Nuestra verdad marca la última etapa con la imagen de Común y corriente con dos vocalistas. El disco fue producido por Fabián Valdés (En tus Venas Records). Se grabó en el verano de 2004, a cargo del Ingeniero Sergio Arenas, en los Estudios Maestría y fue editado en marzo del 2004. El concepto de carátula estuvo a cargo de Claudio Lobos y las imágenes donadas por Daniela Cabrera.

### En pie de guerra
Fue lanzado el primero de enero de 2008. Su grabación se inició en el invierno de 2007, a cargo de los ingenieros de sonido Roberto Pérez y Jonatan Linsay, en los estudios Backstage, entre los meses de junio y diciembre. La grabación fue totalmente financiada por Común y corriente, mientras que la edición y distribución del disco estuvo a cargo de En tus Venas Records. El diseño del disco fue obra de Cristian Campos y las fotografías donadas por Daniela Cabrera y Gary Go.

### Contra la Máquina de Guerra
Lanzado en marzo del 2018, grabado en Estudios Plex en septiembre de 2016 por el Ingeniero de grabación Felipe Arenas. Las letras y música compuesta Común y Corriente a excepción “Mas Promesas” de D.A.J (el cual está oculto en la última canción del disco), las voces adicionales: “Educación” Kamion (Faltan Moneys) y “Hasta el Final” Victor Lange (Sendero). El Diseño estuvo a cargo de Mauricio Millán, la Fotografía por Camilo Lagos y el Arte y Diseño del Grafiti fue obra de Carlos Contreras.

## Miembros
- Marcos Hinojosa - voz
- Jonatan Bettancourt - guitarra
- Claudio Hernández - guitarra
- Esteban González - bajo
- Patricio Casanova - batería

## Discografía
| Año  | Título                      | Tipo | Discográfica                      |
| ---- | --------------------------- | ---- | --------------------------------- |
| 2002 | Demo                        | LP   | C.A. Records                      |
| 2003 | En Vivo - Pza. Luxemburgo   | LP   | Aparte Discos                     |
| 2004 | Nuestra Verdad              | LP   | En Tus Venas Records              |
| 2008 | En Pie De Guerra            | LP   | En Tus Venas / Troskot Records    |
| 2018 | Contra la Máquina de Guerra | LP   | Power Records / 830839 Records DK |